# 中山信弘

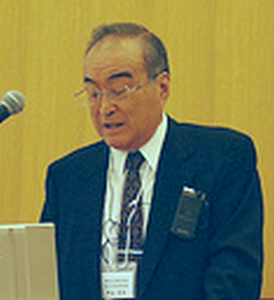
中山信弘。東京大学で開催されたDBCLS主催のイベントでの講演の様子。2009年10月。

中山 信弘（なかやま のぶひろ、1945年5月7日 - ）は、日本の法学者。専門は知的財産法。東京大学名誉教授。明治大学研究・知財戦略機構顧問。日本学士院会員。弁護士（西村あさひ法律事務所顧問）。来栖三郎門下。

## 人物
静岡県浜松市出身。
学界を代表して政府の知的財産法関連の審議会に多数参加している他、知的財産制度改革を推進する知的財産戦略本部の本部員を務める。知的財産戦略本部および推進事務局の改革案には、早急であり「議論が足りていない」と頑として反対意見を述べ、推進事務局の姿勢を反対意見を封じ込めるものとし「あまりにも独善的」と強く批判した。特に、2003年の第6回知的財産戦略本部での意見表明は、衆議院法務委員会でも取り上げられた。
2006年3月、クリエイティブ・コモンズ・ジャパン代表に就任。2007年7月からはNPO法人化した同団体（後に法人名をコモンスフィアに変更）の理事長を務めた。
2008年3月をもって東京大学を退官し、同年4月より西村あさひ法律事務所の顧問と酒井国際特許事務所の最高顧問（酒井国際特許事務所内に中山信弘知的財産法研究所開設）に就任。
2009年4月、明治大学研究・知財戦略機構特任教授に就任。
2012年11月、紫綬褒章受章。2018年11月、瑞宝中綬章受章。同年12月、日本学士院会員。
助教授であった30代のころに慢性腎不全と診断され、以後人工透析を続けながら研究生活を送っている。

## 年譜

### 学歴
- 東京都立西高等学校卒業[12]
- 1968年 - 司法試験第二次試験合格[3]
- 1969年6月 - 東京大学法学部第一類卒業[2][3]

### 職歴
- 1969年7月 - 東京大学法学部助手[2]
- 1973年8月 - 東京大学法学部助教授
- 1984年3月 - 東京大学法学部教授
- 1991年4月 - 東京大学大学院法学政治学研究科教授
- 2001年4月 - 東京大学大学院法学政治学研究科附属ビジネスローセンター教授
- 2006年4月 - 東京大学大学院法学政治学研究科附属ビジネスロー・比較法政研究センター教授
- 2008年
  - 3月 - 東京大学退職、弁護士登録（第一東京弁護士会所属）
  - 4月 - 西村あさひ法律事務所顧問、酒井国際特許事務所最高顧問
  - 6月 - 東京大学名誉教授
  - 財団法人知的財産研究所会長・理事長兼所長
- 2009年
  - 4月 - 明治大学研究・知財戦略機構特任教授
  - 日本弁護士連合会知的財産センター 幹事
- 2016年 - 金沢工業大学客員教授[12]

## 社会的活動
- 知的財産戦略本部 本部員[2][13]
- 工業所有権審議会 臨時委員
- 産業構造審議会 委員・知的財産政策部会長[3]
- 関税・外国為替等審議会委員・会長
- 文化審議会 委員[14]・著作権分科会委員[15]・法制問題小委員会委員[16]
- 国立国会図書館納本制度審議会 会長[3]
- 日本弁理士会中央知的財産研究所　会員外研究員[17]

## 栄典
- 2012年11月 - 紫綬褒章受章。
- 2018年11月 - 瑞宝中綬章受章[9]。
- 2018年12月 - 日本学士院会員[3]。

## 恩師
加藤一郎と、加藤が東大総長に就任し多忙となった後は来栖三郎に師事。来栖退官後は矢沢惇が引き継ぐ。アメリカ法では伊藤正己に師事。

## 門下生
- 相澤英孝 - 武蔵野大学教授、一橋大学名誉教授
- 小泉直樹 - 慶應義塾大学教授
- 田村善之 - 北海道大学教授
- 井上由里子 - 一橋大学教授
- 島並良 - 神戸大学教授
- 横山久芳 - 学習院大学教授
- 小島立 - 九州大学准教授
- 山神清和 - 首都大学東京教授
- 潮海久雄 - 筑波大学教授
- 平嶋竜太 - 筑波大学教授
- 大友信秀 - 金沢大学教授
- 武生昌士 - 法政大学教授
- 金子敏哉 - 明治大学准教授

## 著書

### 単著
- 『ソフトウエアの法的保護に伴う国際問題』（総合研究開発機構、1985年）
- 『ソフトウェアの法的保護』（有斐閣、1986年／新版 1988年）[19]
- 『発明者権の研究』（東京大学出版会、1987年）[20]
- 『特許法』（弘文堂、1993年／第2版 1998年／第3版 2016年）[21]
- 『マルチメディアと著作権』（岩波書店［岩波新書、1996年）[22]
- 『著作権法』（有斐閣、2007年／第2版 2014年／第3版 2020年／第4版 2023年）[23]
- 『ある知財法学者の軌跡』（弘文堂、2022年）[3]

### 共著
- （村上政博・内田盛也）『知的所有権――企業戦略の新しい武器』（日刊工業新聞社、1987年）
- （韓相郁）『知的財産研究叢書9 知的財産法の未来』（信山社、2010年）[24]

### 編著
- 『工業所有権法の基礎』（青林書院、1980年）
- 『注解 特許法』（青林書院、1983年／第2版 1989年／第3版 2000年）[25]
- 『新・注解 特許法』（青林書院、2011年／第2版 2017年）[26]
- 『知的財産権研究』（東京布井出版（Vのみ雄松堂出版）、I 1990年／II 1991年／III 1995年／IV 1999年／V 2008年）[27][28]

### 共編著
- （小島武司）『知的財産権の現代的課題――本間崇先生還暦記念』（信山社出版、1995年）
- （相澤英孝・大渕哲也）『特許判例百選』（有斐閣、2004年）
- （中里実）『東京大学ビジネスローセンター公開講座――ビジネスローの新たな動向』（商事法務、2009年）